# Abborrvalen
Abborrvalen är en sjö i Falu kommun i Dalarna och ingår i Dalälvens huvudavrinningsområde.